# Beekhuizen
Beekhuizen è un distretto (ressort) del Suriname di 19.783 abitanti che fa parte di Paramaribo.